# 브라이언 바트

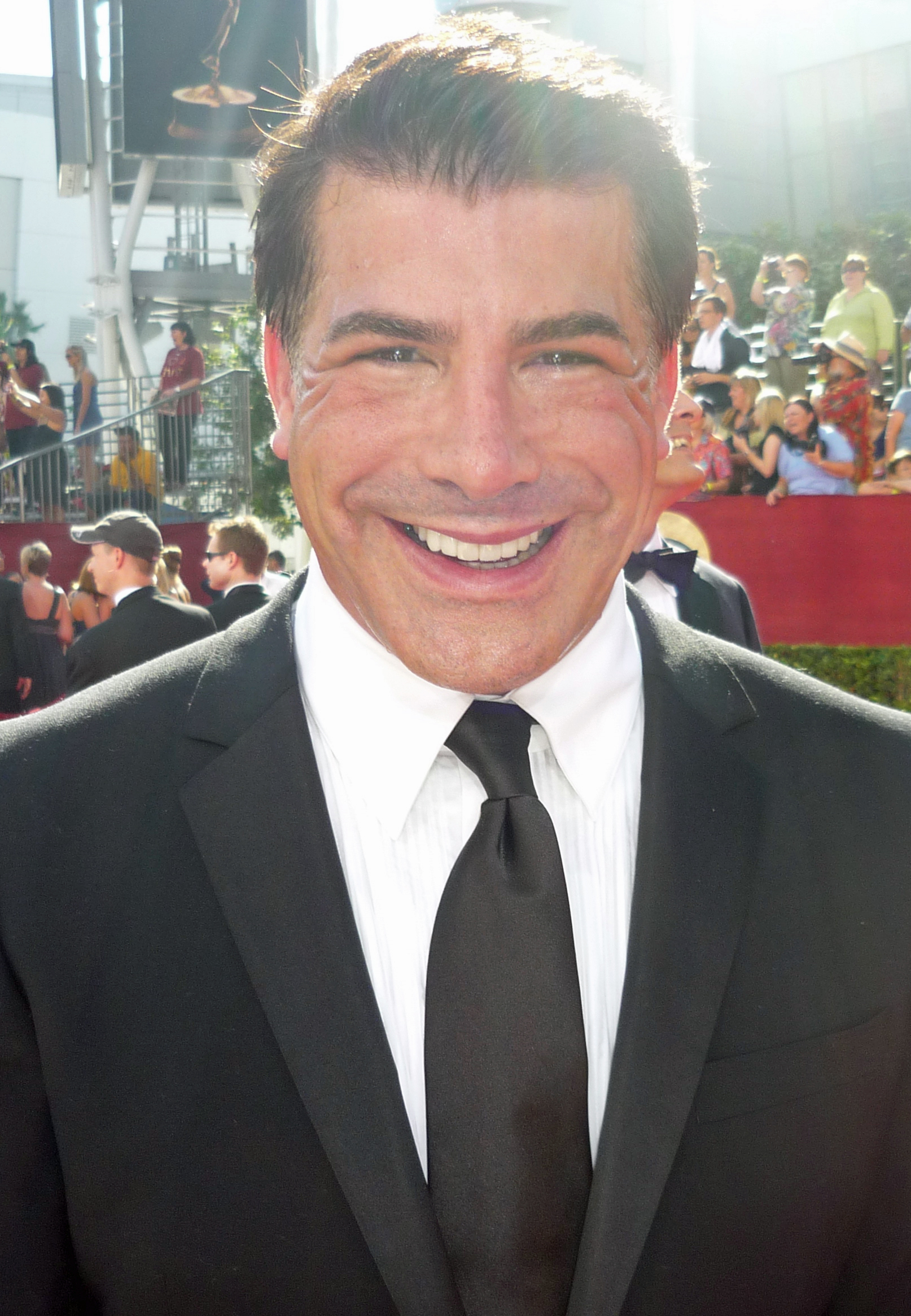
2009년 모습

브라이언 뱃(Bryan Batt, 1963년 3월 1일 ~ )은 미국의 배우이다.
뉴올리언스에서 태어났다.

## 출연 작품
- 테일즈 프롬 더 후드 2 (2018년) - 존 역
- 미시시피 머더 (2017년)
- 더 데블 앤 더 딥 블루 씨 (2016년)
- 다크 하우스 (2016년) - 체스터 역
- 더 러너 (2015년)
- 샘 (2015년)
- 위너 도그 내셔널즈 (2013년)
- B-사이드 (2013년)
- 더 라스트 오브 로빈 후드 (2013년)
- 더 파크랜드 (2013년) - 말콤 킬더프 역
- 노예 12년 (2013년) - 터너 판사 역
- 분노의 파이터 (2011년) - 팻 척키 역
- 퍼니 피플 (2009년)
- 히트 앤 런어웨이 (1999년)
- 키스 미, 귀도 (1997년)
- 제프리 (1995년)

### 텔레비전
- 레스큐 미 (2004)
- 매드맨 (2007-09) - 살바토레 로마노 역